# فریتز پلیکا
فریتز پلیکا (انگلیسی: Fritz Pliska؛ ۲۰ دسامبر ۱۹۱۵ – ۲۸ اوت ۱۹۹۵) بازیکن فوتبال، و سرمربی (فوتبال) اهل آلمان بود.
وی همچنین برندهٔ جوایزی همچون صلیب شوالیه صلیب آهنین شده‌است.
از باشگاه‌هایی که در آن بازی کرده‌است می‌توان به باشگاه فوتبال شالکه ۰۴ و باشگاه فوتبال بروسیا مونشن‌گلادباخ اشاره کرد.